# DC Black Label
Black Label - імпринт коміксів DC Comics, який складається з оригінальних обмежених серій і перевипущених збірок, раніше виданих під іншими імпринтом. Імпринт має намір представити традиційних персонажів DC Universe для зрілої аудиторії з самостійними серіями максимального формату. Випуск першого коміксу імпринту - Batman: Damned розпочався 19 вересня 2018 року. Batman: Damned та Superman: Year One будуть публікуватися раз на два місяці, в той час як The Other History of the DC Universe буде публікуватися щомісяця.

## Комікси
Окремі випуски коміксів, випущені під Black Label, будуть видані у максимальному форматі.
| Комікси                                                            | Комікси | Комікси         | Комікси         | Комікси         | Комікси     |
| Назва                                                              | Випуски | Дата публікацій | Сценарист       | Художник        | Прим.       |
| ------------------------------------------------------------------ | ------- | --------------- | --------------- | --------------- | ----------- |
| Batman: Damned укр. Проклятий Бетмен                               | 1       | 19 вересня 2018 | Браян Аззарелло | Лі Бермеджо     | [ 3 ] [ 4 ] |
| Batman: Damned укр. Проклятий Бетмен                               | 2       | 5 грудня 2018   | Браян Аззарелло | Лі Бермеджо     | [ 3 ] [ 4 ] |
| Batman: Damned укр. Проклятий Бетмен                               | 3       | 13 березня 2019 | Браян Аззарелло | Лі Бермеджо     | [ 3 ] [ 4 ] |
| Superman: Year One укр. Супермен: Рік Перший                       | 1       | TBA             | Френк Міллер    | Джон Роміта Мл. | [ 1 ]       |
| Superman: Year One укр. Супермен: Рік Перший                       | 2       | TBA             | Френк Міллер    | Джон Роміта Мл. | [ 1 ]       |
| Superman: Year One укр. Супермен: Рік Перший                       | 3       | TBA             | Френк Міллер    | Джон Роміта Мл. | [ 1 ]       |
| The Other History of the DC Universe укр. Інша історія Всесвіту DC | 1       | 30 січня 2019   | Джон Рідлі      | Алекс Доз Діаз  | [ 5 ]       |
| The Other History of the DC Universe укр. Інша історія Всесвіту DC | 2       | TBA             | Джон Рідлі      | Алекс Доз Діаз  | [ 5 ]       |
| The Other History of the DC Universe укр. Інша історія Всесвіту DC | 3       | TBA             | Джон Рідлі      | Алекс Доз Діаз  | [ 5 ]       |
| The Other History of the DC Universe укр. Інша історія Всесвіту DC | 4       | TBA             | Джон Рідлі      | Алекс Доз Діаз  | [ 5 ]       |
| The Other History of the DC Universe укр. Інша історія Всесвіту DC | 5       | TBA             | Джон Рідлі      | Алекс Доз Діаз  | [ 5 ]       |
| Batman: Last Knight on Earth укр. Бетмен: Останній Лицар на Землі  | 1       | TBA             | Скотт Снайдер   | Ґрек Капулло    | [ 6 ]       |
| Batman: Last Knight on Earth укр. Бетмен: Останній Лицар на Землі  | 2       | TBA             | Скотт Снайдер   | Ґрек Капулло    | [ 6 ]       |
| Batman: Last Knight on Earth укр. Бетмен: Останній Лицар на Землі  | 3       | TBA             | Скотт Снайдер   | Ґрек Капулло    | [ 6 ]       |
| Batman: Three Jokers укр. Бетмен: Три Джокера                      | 1       | TBA             | Джефф Джонс     | Джейсон Фейбук  | [ 7 ]       |
| Batman: Three Jokers укр. Бетмен: Три Джокера                      | 2       | TBA             | Джефф Джонс     | Джейсон Фейбук  | [ 7 ]       |
| Batman: Three Jokers укр. Бетмен: Три Джокера                      | 3       | TBA             | Джефф Джонс     | Джейсон Фейбук  | [ 7 ]       |

## Колекційні видання
DC Comics вирішило перевидати деякі з своїх минулих лінійок в рамках Black Label, в тому числі Бетмен: Рік перший Френка Міллера і All Star Superman Ґранта Моррісона. Batman: White Knight Шона Мерфі був спочатку випущений як звичайний комікс всесвіту DC, але зібране видання буде випущено Black Label. 
| Колекційні видання                             | Колекційні видання                                          | Колекційні видання | Колекційні видання | Колекційні видання | Колекційні видання | Колекційні видання | Колекційні видання |
| Назва                                          | Включені випуски                                            | Формат             | Сценарист          | Художник           | Сторінки           | Дата публікації    | Прим.              |
| ---------------------------------------------- | ----------------------------------------------------------- | ------------------ | ------------------ | ------------------ | ------------------ | ------------------ | ------------------ |
| Batman: White Knight укр. Бетмен: Білий лицар  | Batman: White Knight #1-8                                   | TP                 | Шон Мерфі          | Шон Мерфі          | 232                | 9 жовтня 2018      | [ 8 ]              |
| All-Star Superman укр. Усе-зірковий Супермен   | All-Star Superman #1–12                                     | TP                 | Ґрант Моррісон     | Френк Квійтелі     | 304                | 4 грудня 2018      | [ 9 ]              |
| DC: The New Frontier укр. DC: Новий рубіж      | The New Frontier #1–6, Justice League: New Frontier Special | TP                 | Дервін Кук         | Дервін Кук         | 520                | 19 лютого 2019     | [ 1 ]              |
| Kingdom Come укр. Прихід королівства           | Kingdom Come #1–4                                           | TP                 | Марк Вейд          | Алекс Росс         | 232                | 23 квітня 2019     | [ 1 ]              |
| Frank Miller's Ronin укр. Ронін Френка Міллера | Ronin #1–6                                                  | TP                 | Френк Міллер       | Френк Міллер       | 302                | 7 травня 2019      | [ 10 ]             |
| Batman: Damned укр. Проклятий Бетмен           | Batman: Damned #1–3                                         | HC                 | Браян Аззарелло    | Лі Бермехо         | TBA                | 18 червня 2019     | [ 11 ]             |
| Superman: Year One укр. Супермен: Рік перший   | Superman: Year One #1–3                                     | HC                 | Френк Міллер       | Джон Роміта        | TBA                | 10 вересня 2019    | [ 11 ]             |